# Gare de Régny
Gare de Régny – przystanek kolejowy w Régny, w departamencie Loara, w regionie Owernia-Rodan-Alpy, we Francji. 
Jest przystankiem Société nationale des chemins de fer français (SNCF), obsługiwanym przez pociągi TER Rhône-Alpes.

## Położenie
Znajduje się na km 437,172 linii Le Coteau – Saint-Germain-au-Mont-d'Or, na wysokości 326 m n.p.m., pomiędzy stacjami Le Coteau i Saint-Victor - Thizy.

## Linie kolejowe
- Le Coteau – Saint-Germain-au-Mont-d'Or